# 沃纳斯克
沃纳斯克（法語：Venasque，法語發音：[vənask]）是法国普罗旺斯-阿尔卑斯-蓝色海岸大区沃克吕兹省的一个市镇，属于卡庞特拉区。

## 地理
沃纳斯克（43°59'46"N, 5°8'48"E）面积35.01 平方千米，位于法国普罗旺斯-阿尔卑斯-蓝色海岸大区沃克吕兹省，该省份为法国东南部内陆省份，北起德龙省，西北接阿尔代什省，西接加尔省，南至罗讷河口省，东南角与瓦尔省接壤，东临上普罗旺斯阿尔卑斯省。
与沃纳斯克接壤的市镇（或旧市镇、城区）包括：勒博塞、戈尔德、马勒莫尔迪孔塔、马藏、梅塔米斯、米尔斯、圣迪迪耶。

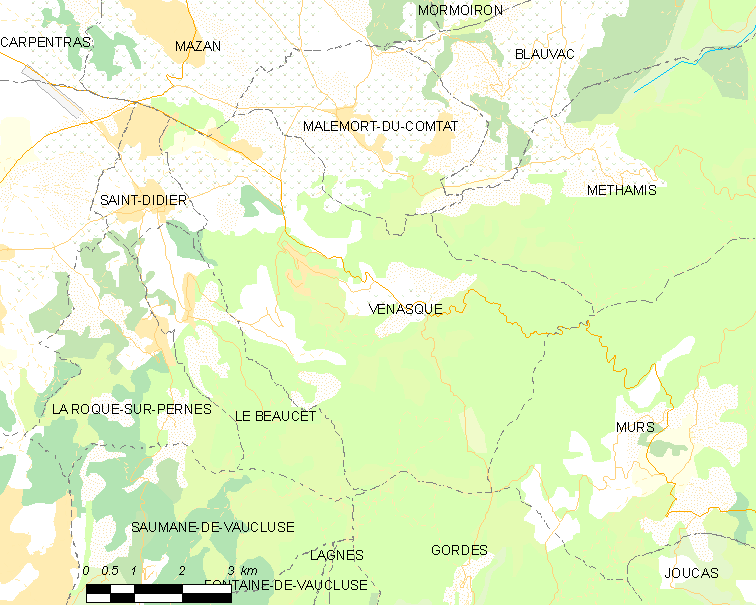
沃纳斯克的OSM定位图

沃纳斯克的时区为UTC+01:00、UTC+02:00（夏令时）。

## 行政
沃纳斯克的邮政编码为84210，INSEE市镇编码为84143。

## 政治
沃纳斯克所属的省级选区为佩尔讷莱方丹县。

## 人口

1962-2008年间沃纳斯克人口变化图示

沃纳斯克于2022年1月1日时的人口数量为1069人。